# Conrad von der Goltz (Diplomat)
Conrad Leberecht Günther von der Goltz (* 7. März 1857 in Kopriewe bei Prechlau; † 22. April 1917 in Weißer Hirsch) war ein deutscher Diplomat und Generalkonsul.

## Beruflicher Werdegang
Er war der Sohn des Landrats Leonhard von der Goltz und dessen Ehefrau Clementine. In Potsdam besuchte Conrad von der Goltz die Realschule und die Kadettenanstalt. Anschließend wechselte er in die Hauptkadettenanstalt nach Berlin-Lichterfelde. Neben der militärischen Ausbildung absolvierte er hier die Selekta. Seine Offiziersprüfungen legte er 1873 ab und wurde daraufhin zum Seconde-Lieutenant befördert. Daran schloss sich eine Ausbildung an der Artillerie- und Ingenieurschule an, die er 1876 beendete. Später wechselte er zur Preußischen Landwehr und erhielt 1884 einen Auslandsauftrag als Artillerie-Instrukteur in Tientsien/China.
Nach drei Jahren quittiert Conrad von der Goltz den Militärdienst und erhielt 1887 eine Einberufung zum Auswärtigen Dienst. Hier wurde er vor allem als Dolmetscher und Begleiter verschiedener internationalen Persönlichkeiten eingesetzt. So war er längere Zeit gemeinsam mit dem Diplomaten Max von Brandt in China unterwegs. Ab 1896 war er im Konsulat Guangzhou als fester Dolmetscher tätig. Anschließend begleitete er über längere Zeit den Prinzen Heinrich von Preußen (1862–1929) in dem Land. Zusätzlich unterstützte er den Chef des im ostasiatischen Raum stationierten Kreuzergeschwaders. Auch der Diplomat Mumm von Schwarzenstein versicherte sich seiner Dienste. Die konsularischen Prüfungen legte er 1899 ab.
Ab Sommer 1900 erhielt Conrad von der Goltz den Charakter als Legationsrat. Als solcher war er an der Gesandtschaft in Peking als 1. Sekretär. Von 1906 erhielt er eine Einsatzorder als Ministerresident in Bogota und fungierte ab diesem Zeitpunkt als Außerordentlicher Gesandter und Bevollmächtigter Minister Preußens vor Ort. Ein Jahr später wurde er als Gesandter in Siam und Kolumbien eingesetzt. Hier löste er Adolf von Prollius (1861–1942) ab. Daraufhin wechselte er 1910 in gleicher Position nach Thailand. Nach zwei Jahren Einsatzzeit wurde er dort durch Paul von Buri (1860–1922) abgelöst. Er selbst erhielt 1912 eine Versetzung in den Ruhestand.
Er lebte zuletzt in Wiesbaden, blieb unverheiratet und starb 1917 während eines Aufenthaltes im Lahmann'schen Sanatorium im Villenort Weißer Hirsch bei Dresden.

## Familie
Conrad wuchs als Sohn des Rittergutsbesitzers, Offizier und Landschaftsrat Leonard von der Goltz und dessen Ehepartner Clementine, geborene Joeden-Koniecpolska auf. Conrad von der Goltz verstarb 1917 auf seinem Anwesen auf dem Weißen Hirsch, nahe Dresdens.